# Pathologic
Pathologic (Russisch: Мор. Утопия) is een actie-avontuurcomputerspel ontwikkeld door de Russische ontwikkelaar Ice-pick Lodge.

## Prijzen
Het spel heeft in Rusland veel prijzen gekregen, namelijk:
- The Best Game of the Year - "The Best Computer Games" magazine
- The Best Russian Game of the Year[2]
- The Best Debut of the Year[3]
- Top Five of the Year[4]
- Top drie voor drie maanden lang[5]
- The Most Non-standard Game - Russian Game Development Conference 2005